# Bradiancourt
Bradiancourt est une commune française située dans le département de la Seine-Maritime en région Normandie.

## Géographie
| Massy       |              | Fontaine-en-Bray |
| Bosc-Mesnil | Bradiancourt |                  |
| Neufbosc    |              | Sainte-Geneviève |

### Hydrographie
La commune est située dans le bassin Seine-Normandie. Elle n'est drainée par aucun cours d'eau,.

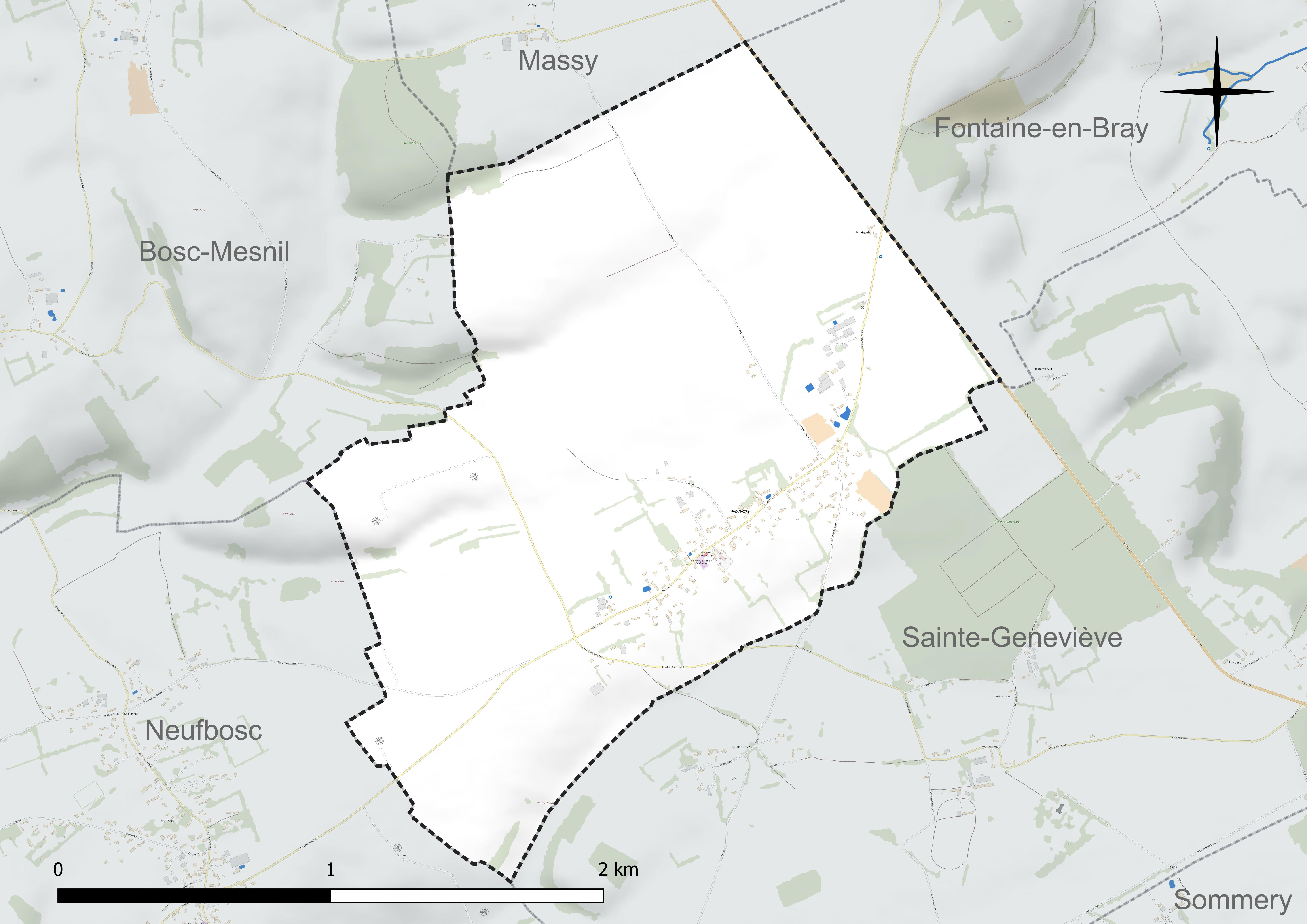
Réseau hydrographique de Bradiancourt.

### Climat
Pour des articles plus généraux, voir Climat de la Normandie et Climat de la Seine-Maritime.
En 2010, le climat de la commune est de type climat océanique altéré, selon une étude du CNRS s'appuyant sur une série de données couvrant la période 1971-2000. En 2020, Météo-France publie une typologie des climats de la France métropolitaine dans laquelle la commune est exposée à un climat océanique et est dans la région climatique Côtes de la Manche orientale, caractérisée par un faible ensoleillement (1 550 h/an) ; forte humidité de l’air (plus de 20 h/jour avec humidité relative > 80 % en hiver), vents forts fréquents. Parallèlement le GIEC normand, un groupe régional d’experts sur le climat, différencie quant à lui, dans une étude de 2020, trois grands types de climats pour la région Normandie, nuancés à une échelle plus fine par les facteurs géographiques locaux. La commune est, selon ce zonage, exposée à un « climat contrasté des collines », correspondant au Pays de Bray, bien arrosé et frais.
Pour la période 1971-2000, la température annuelle moyenne est de 9,8 °C, avec une amplitude thermique annuelle de 15,3 °C. Le cumul annuel moyen de précipitations est de 947 mm, avec 14,4 jours de précipitations en janvier et 9 jours en juillet. Pour la période 1991-2020, la température moyenne annuelle observée sur la station météorologique la plus proche, située sur la commune de Bouelles à 10 km à vol d'oiseau, est de 10,7 °C et le cumul annuel moyen de précipitations est de 838,4 mm,. Pour l'avenir, les paramètres climatiques de la commune estimés pour 2050 selon différents scénarios d’émission de gaz à effet de serre sont consultables sur un site dédié publié par Météo-France en novembre 2022.

## Urbanisme

### Typologie
Au 1er janvier 2024, Bradiancourt est catégorisée commune rurale à habitat dispersé, selon la nouvelle grille communale de densité à sept niveaux définie par l'Insee en 2022.
Elle est située hors unité urbaine. Par ailleurs la commune fait partie de l'aire d'attraction de Rouen, dont elle est une commune de la couronne,. Cette aire, qui regroupe 317 communes, est catégorisée dans les aires de 200 000 à moins de 700 000 habitants,.

### Occupation des sols
L'occupation des sols de la commune, telle qu'elle ressort de la base de données européenne d’occupation biophysique des sols Corine Land Cover (CLC), est marquée par l'importance des territoires agricoles (92,9 % en 2018), une proportion identique à celle de 1990 (92,9 %). La répartition détaillée en 2018 est la suivante : 
terres arables (65,3 %), prairies (27,6 %), zones urbanisées (6,5 %), forêts (0,6 %), zones agricoles hétérogènes (0,1 %). L'évolution de l’occupation des sols de la commune et de ses infrastructures peut être observée sur les différentes représentations cartographiques du territoire : la carte de Cassini (XVIIIe siècle), la carte d'état-major (1820-1866) et les cartes ou photos aériennes de l'IGN pour la période actuelle (1950 à aujourd'hui).

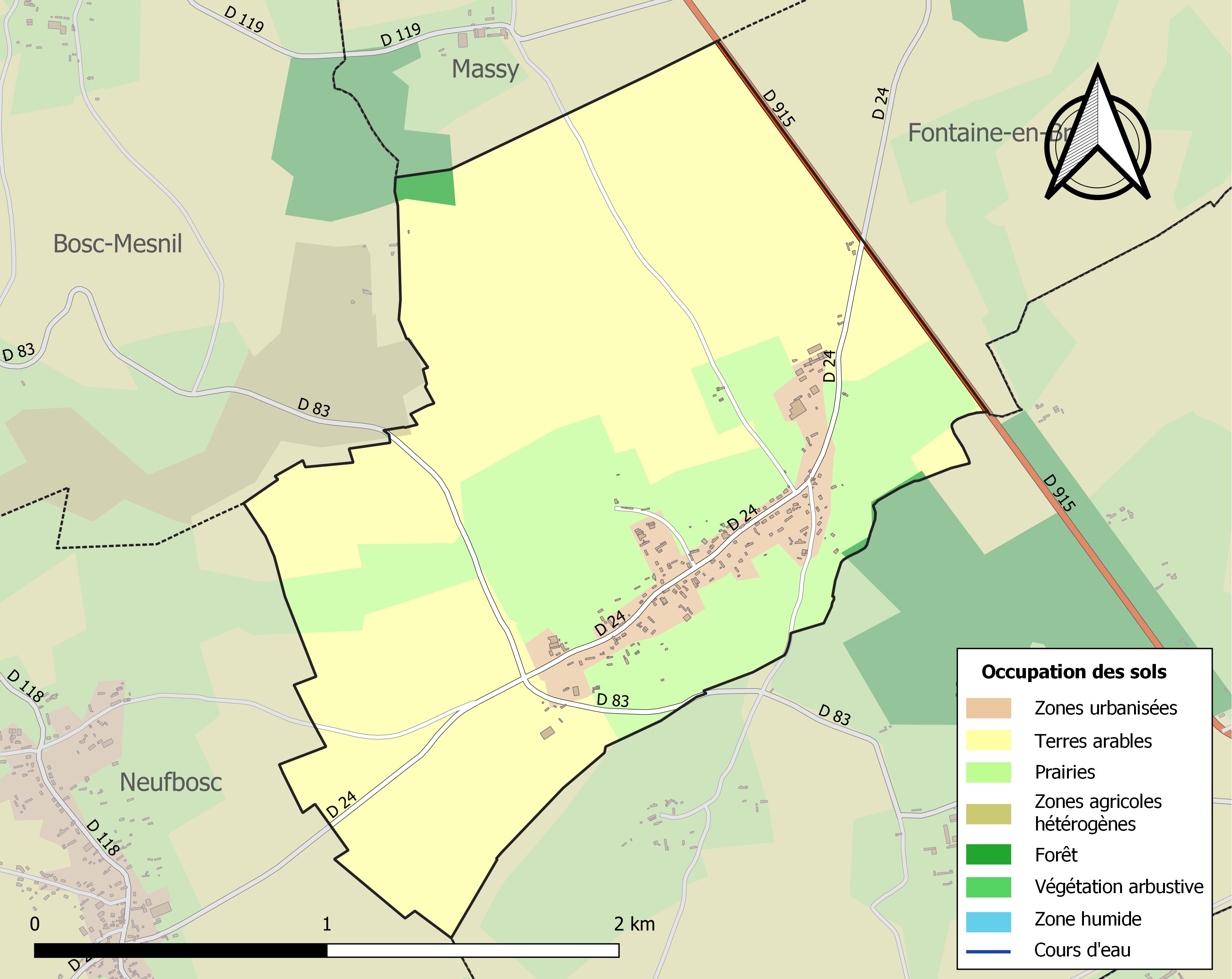
Carte des infrastructures et de l'occupation des sols de la commune en 2018 (CLC).

## Toponymie
Le nom de la localité est attesté sous la forme Brendelcurt entre 1017 et 1021, Bradecort et Brandelcurt en 1142, Brandecort en 1142 et 1146, Brendancuria en 1229 (Arch. S.-M. 16 H, cart. f. 50 v.), Brandelcort et Brendelcort en 1232, Brandellicuria en 1237, Ecc. de Braindeaucuria vers 1240, Brendelcort en 1242, Brandeaucort en 1256, Brandicuria en 1276, de Brendancourt en 1291, de Brandeaucourt en 1298, Brendeaucourt en 1298 (Arch. S.-M. 16 H, cart. f. 49, 67, 411 v., 48 v., 83, 55, 57, 57 v.), Brandeancourt en 1337, Brendancourt en 1431 (Longnon 38, 81, 598), Brandeaucourt en  1475 et 1476 (Arch. S.-M. G 70), Brandiancourt  en 1496 (Arch. S.-M. G 9487), Ecc. Sancti Martini de Brandincuria en 1526 (Arch. S.-M. G 1941), Saint Martin de Brandiancourt 1716 (Arch. S.-M. G 740), Brandeaucourt en 1715 (Frémont), Bradiancourt en 1757 (Cassini).

## Politique et administration

### Rattachements administratifs et électoraux
La commune se trouve depuis 1926 dans l'arrondissement de Dieppe du département de la Seine-Maritime. Pour l'élection des députés, elle fait partie depuis 2012 de la dixième circonscription de la Seine-Maritime.
Elle faisait partie depuis 1793  du canton de Saint-Saëns. Dans le cadre du redécoupage cantonal de 2014 en France, la commune est désormais intéhrée au canton de Neufchâtel-en-Bray.

### Intercommunalité
La commune était membre de la Communauté de communes de Saint-Saëns-Porte de Bray, créée en 1994.
Dans le cadre de l'approfondissement de la coopération intercommunale prévu par la Loi portant nouvelle organisation territoriale de la République (Loi NOTRe) du 7 août 2015,, cette intercommunalité a fusionné avec sa voisine pour former, le 1er janvier 2017, la communauté Bray-Eawy dont est désormais membre la commune.

### Liste des maires
| Période                                  | Période                   | Identité         | Étiquette | Qualité                         |
| ---------------------------------------- | ------------------------- | ---------------- | --------- | ------------------------------- |
| Les données manquantes sont à compléter. |                           |                  |           |                                 |
| mars 1971                                | 1988                      | Louis Rousselin  |           |                                 |
| Les données manquantes sont à compléter. |                           |                  |           |                                 |
| mars 2001                                | 2014                      | Brigitte Payen   |           | Agricultrice                    |
| 2014                                     | En cours (au 26 mai 2020) | Romain Rousselin |           | Réélu pour le mandat 2020-2026, |

## Démographie
L'évolution du nombre d'habitants est connue à travers les recensements de la population effectués dans la commune depuis 1793. Pour les communes de moins de 10 000 habitants, une enquête de recensement portant sur toute la population est réalisée tous les cinq ans, les populations de référence des années intermédiaires étant quant à elles estimées par interpolation ou extrapolation. Pour la commune, le premier recensement exhaustif entrant dans le cadre du nouveau dispositif a été réalisé en 2005.

En 2022, la commune comptait 222 habitants, en évolution de +0,91 % par rapport à 2016 (Seine-Maritime : +0,35 %, France hors Mayotte : +2,11 %).
| 1793 | 1800 | 1806 | 1821 | 1831 | 1836 | 1841 | 1846 | 1851 |
| ---- | ---- | ---- | ---- | ---- | ---- | ---- | ---- | ---- |
| 267  | 283  | 241  | 227  | 284  | 272  | 273  | 252  | 246  |

| 1856 | 1861 | 1866 | 1872 | 1876 | 1881 | 1886 | 1891 | 1896 |
| ---- | ---- | ---- | ---- | ---- | ---- | ---- | ---- | ---- |
| 256  | 240  | 249  | 225  | 202  | 180  | 183  | 189  | 173  |

| 1901 | 1906 | 1911 | 1921 | 1926 | 1931 | 1936 | 1946 | 1954 |
| ---- | ---- | ---- | ---- | ---- | ---- | ---- | ---- | ---- |
| 152  | 158  | 133  | 129  | 131  | 129  | 144  | 162  | 162  |

| 1962 | 1968 | 1975 | 1982 | 1990 | 1999 | 2005 | 2006 | 2010 |
| ---- | ---- | ---- | ---- | ---- | ---- | ---- | ---- | ---- |
| 139  | 114  | 118  | 117  | 131  | 138  | 171  | 173  | 226  |

| 2015 | 2020 | 2022 | - | - | - | - | - | - |
| ---- | ---- | ---- | - | - | - | - | - | - |
| 224  | 221  | 222  | - | - | - | - | - | - |

## Culture locale et patrimoine

### Lieux et monuments
- Église Saint-Martin, de style néo-roman, construite entre 1859 et 1861. Elle conserve une cloche de 1656 de l'ancienne église Saint-Laurent de Rouen. L'Abbé Cochet indiquait en 1871 que, de l'ancienne église, il subsistait « un bas-relief en pierre du XVe ou du XVIe siècle, représentant saint Martin à cheval à la porte d'Amiens. Squelettes d'un homme, d'une femme et d'un enfant, trouvés dans le chœur de l'ancienne église[22] ».